# Arbeitsgemeinschaft Kriegsursachenforschung
Arbeitsgemeinschaft Kriegsursachenforschung (AKUF) – instytucja powstała w 1986 roku przy Uniwersytecie Hamburskim, jedna z części Centrum Badań nad Wojną, Uzbrojeniem i Rozwojem (FKRE), zajmująca się badaniem przyczyn powstawania konfliktów, transferów broni, czy militaryzacji w państwach Trzeciego Świata po II wojnie światowej. Ich działania polegają na analizie, tworzeniu podsumowań oraz statystyk dla wydarzeń wojennych, następujących po 1945 roku. Publikacje, które udostępniają w internecie mają charakter informacyjny oraz dydaktyczny, a korzystają z nich rządowe, jak i pozarządowe organizacje, a także wiele czasopism, media, czy twórcy podręczników. Praca FKRE i AKUF wspierana jest przez Uniwersytet w Hamburgu i instytucje finansujące różne dziedziny nauki.
W roku 2013 AKUF zarejestrowała 30 wojen i konfliktów zbrojnych. Najświeższe badania zostały wykonane w 2014 roku i stwierdzają 31 konfliktów lub wojen na świecie.